# غابة غير
غابة غير (بالإنجليزية: Gir Forest National Park)‏ (تدعى أيضاً ساسان-غير، بالهندية गिर वन ) عبارة عن محمية طبيعية ومنتزه وطني في الهند، وتعد الموطن الوحيد للجمهرة النقية من الأسد الآسيوي.
تبلغ مساحة هذه الغابة 258كم2 للمنطقة المحمية بالكامل (المنتزة الوطني) و1153كم2 بالنسبة لكامل المحمية.